# L'aquila del deserto
L'aquila del deserto (The Desert Hawk) è un film del 1950 diretto da Frederick de Cordova.
È un film d'avventura statunitense ambientato nell'antica Persia con Carl Esmond, Yvonne De Carlo, Richard Greene e George Macready.

## Trama
Un matrimonio combinato costringe la principessa araba Sharahazade a sposare il principe Murad, un sovrano crudele. Un ladro noto come l'aquila del deserto viene a sapere del matrimonio e si traveste da Murad per rubare i regali di nozze. La mattina seguente il vero Murad, scoperto il furto della dote, ordina ai suoi uomini di far sembrare che l'aquila del deserto abbia massacrato la gente del posto.
Quando la principessa scopre di essere stata ingannata indossa i vestiti di una delle sue serve, che viene poi scambiata per la principessa e uccisa. I servi, insieme con la principessa travestita, vengono poi radunati e venduti come schiavi e l'aquila del deserto la al mercato degli schiavi. Nel frattempo, Murad, nel tentativo di consolidare il suo potere, riferisce al padre della principessa che uno dei regni confinanti al suo ha aiutato l'aquila del deserto. Il padre della principessa dà il compito a Murad di vendicare sua figlia e persone uccise gli consente di mettersi alla caccia dell'aquila del deserto.

## Produzione
Il film, diretto da Frederick De Cordova su una sceneggiatura e un soggetto di Aubrey Wisberg, Gerald Drayson Adams e Jack Pollexfen, fu prodotto da Leonard Goldstein per la Universal International Pictures e girato negli Universal Studios a Universal City, nelle Alabama Hills, e nell'Iverson Ranch, in California dal 23 marzo al 4 maggio 1950.

## Distribuzione
Il film fu distribuito con il titolo The Desert Hawk negli Stati Uniti dal 5 agosto 1950 al cinema dalla Universal International Pictures.
Altre distribuzioni:
- in Svezia il 22 gennaio 1951 (Öknens Robin Hood)
- in Francia il 19 aprile 1951 (L'aigle du désert)
- in Finlandia il 11 maggio 1951 (Erämaan haukka)
- in Germania Ovest il 16 novembre 1951 (Der Wüstenfalke)
- in Portogallo il 23 novembre 1951 (O Gavião do Deserto)
- in Danimarca il 26 dicembre 1951 (Ørkenens søn)
- in Austria nel gennaio del 1952 (Der Wüstenfalke)
- in Giappone il 4 dicembre 1952
- in Spagna il 19 gennaio 1953 (El halcón del desierto)
- nei Paesi Bassi il 14 novembre 1961 (Omar, de woestijnhavik)
- in Venezuela (El halcón del desierto)
- in Belgio (L'aigle du désert)
- in Brasile (O Gavião do Deserto)
- in Grecia (To geraki tis erimou)
- in Italia (L'aquila del deserto)